# Banjar

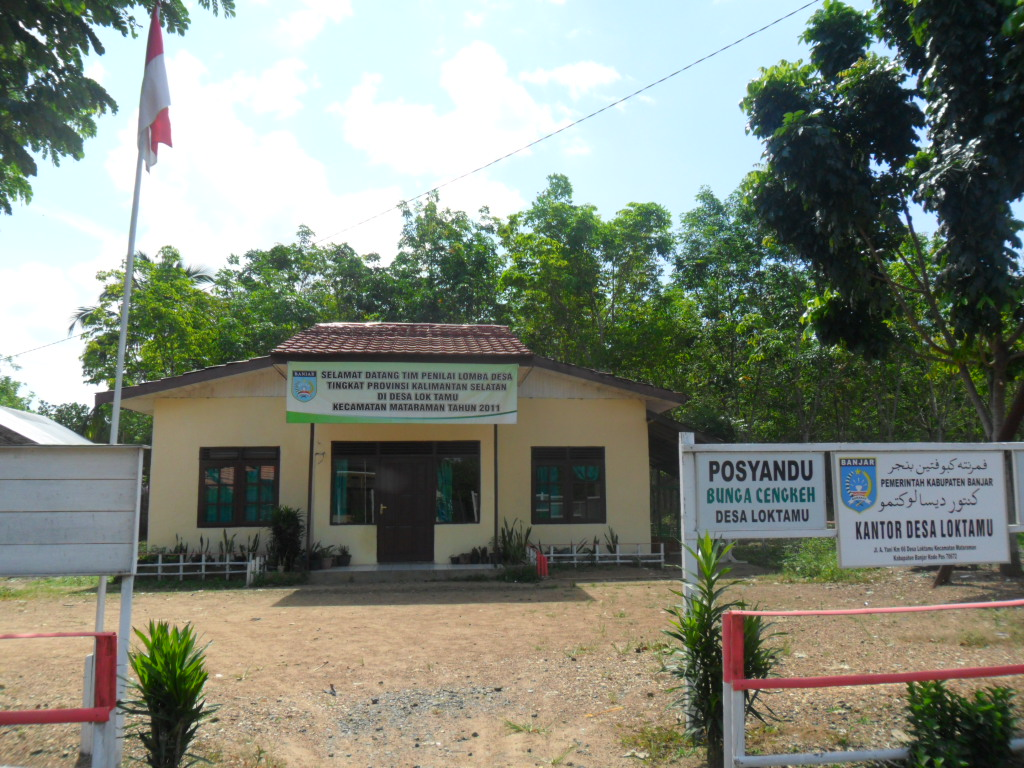
Llengua banjar amb un signe en escriptura jawi d'una oficina a una població de Lok Tam al subdistricte Mataram, Banjar Regency, Borneo del Sud, Indonèsia

El Banjar és la llengua nativa usada pel poble banjar del sud de Borneo, Indonèsia. Com que molts membres del poble banjar són mercaders viatjants, van portar la seva llengua a tots els indrets que van anar a tot Indonèsia.
El banjar es pot considerar la lingua franca especialment a l'illa de Borneo, atès que es fa servir a tres de les quatre províncies de Borneo: Borneo del Sud, Borneo de l'Est i Borneo Central, amb l'excepció de Borneo de l'Oest, on el malai és més popular.
El banjar es considera un malai local, però no és particularment proper a cap altra llengua malaia. Es divideix en dos grans dialectes; els dialectes de la part alta del riu (Banjar Hulu) i el de la part baixa del riu (Bajar Kuala). Es poden trobar les principals diferències dels dos dialectes en la fonologia i els lèxics, tot i que també es poden notar diferències lleugeres a la sintaxi. El banjar hulu sols té tres vocals, específicament /i/, /u/, i /a/. Quan una paraula conté alguna vocal diferent a aquestes tres vocals, la vocal forastera es reemplaçarà amb una d'aquestes vocals basant-se en la proximitat d'altura i altres qualitats de les vocals.
Per exemple, un parlant de banjar que intenti pronunciar la paraula catalana «logo» pronunciarà la paraula en indonesi per dir innocent, «lugu». La paraula d'indonesi «orang» per dir «humà» es pronunciarà «urang». La paraula «kemana» (on) es pronunciarà i escriurà molt sovint «kamana». Altres característiques distintives del dialecte banjar hulu és que les paraules que comencen amb una vocal molt probablement es pronuncien amb un so /h/ al davant de les paraules. L'addició del so /h/ també es pot notar a l'escriptura.
El banjar kuala té cinc vocals, /a, i, u, e, o/.
A un dialecte menor, el bukit, se li assigna un codi ISO separat.